# 康樂球
康樂球，又名康樂棋、克郎球、克郎棋，是一项技巧性的撞击球运动，使用球杆将球打入球台四角的洞内，以达成特定目的，打法与规则类似于台球，起源于爱沙尼亚和拉脱维亚，流行于中国，有「中国斯诺克」、「平民斯诺克」之称。

## 历史
康乐球的起源已无從考証。較可信的說法是，源自1925至1927年在愛沙尼亞及拉脫維亞地區開始流行的「北歐康乐棋（Novuss）」，「北歐康乐棋」結合了彈戲（Carrom）和俄式撞球而成，後來這遊戲從蘇聯(俄羅斯)传到中国，改用了比「北歐康乐棋」棋子體積大的「中國象棋」作棋子，並改變了發球區規則演變成中國式康乐球，是近代中国较为普及的娱乐运动之一。

### 中國
1940年代，康乐球传入中国开埠较早的一些地区，因其不登大雅之堂而未能传开。1950年代，中华人民共和国成立后，台球房被陆续关闭，作为取代台球的一项运动，康乐球逐渐开始流行起来。 还出现过一阵子「康乐球热」，在街头巷尾以及居民家中的庭院或街口处，皆可看见到玩康乐球的人群，甚至在一些工厂、政府机关也都有配备，据报道，宋庆龄、邓华等名人也经常参与这项运动。但此后康乐球一度被少数人发展成一种变相的赌博方式，形成了不良的社会口碑而发展日渐式微，文化大革命时期更为冠以「封、资、修」而停滞发展了十余年，改革开放后康乐球运动虽被恢复，但由于台球运动在大陆的再度兴起而被旁落，在中国大陆已不常见，参与者也以中老年人为主。

### 香港
康乐球在民国前后也传入了殖民地时期的香港，逐渐发展成一项流行于坊间的运动，在不少宿營營地、社區中心以及一些學校的康樂室，均會有康樂球设施，一些团体还会定期举办康乐球比赛。由于康乐球依托手臂的臂力击球，肩臂的肌肉受到牵引锻炼，长时间锻炼，对肩部和腰部的关节放松有一定作用。

## 配備

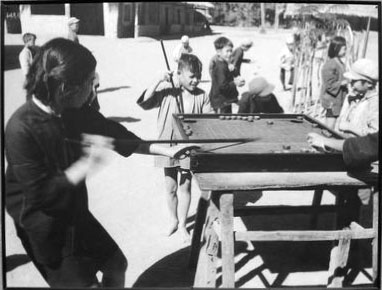
1953年，海南乐东小学学生在玩康乐球

康乐球球台为正方形，四角有四个圆形的球洞，下方为储存盒，球台下面用交叉的木架支撑。球台四边是一寸多高的框，球盘高度可以调节，以到胸口为宜。球盘的球洞旁有四個白圈，為射球子的位置，圈與圈之間有四條線連成一四方形，中心另有一白圈。球杆为笔直的，有一米多长，一端如小指细，另一端有拇指粗。
在中國大陸，球子为有四种颜色或四种标记的中国象棋棋子状圆扁形球子各8枚，共32枚，大小厚如手指。在香港，棋子則共有36隻，其中紅綠棋子各16隻，另有4隻白棋用作射棋之用。

## 遊戲規則

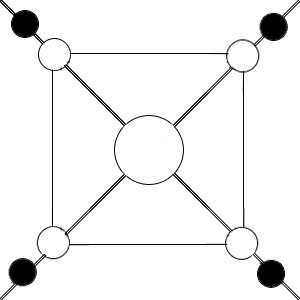
一种康乐球盘，四角有1球洞（图中以黑色圆圈代表），靠近球洞各有一个发球区。

康樂球通常供兩人同時進行，也可根据喜好由若干人組成兩隊對戰。而兩隊（或两人）玩家會站在成平衡線的其中兩側。玩家手持球杆用母球去撞击对家颜色的子球，谁率先将全部球子打入洞中便是赢家。打法可将球子集中在球盘中，还可将球子紧贴在球盘边上，互击对方的球子。

### 比赛规则
比赛開始時，雙方分別將母球射向中心的白圈，較近中央者可选择开球顺序，也可采用抛硬币的方法。比赛中，雙方輪流射球子，目標是將对家的球子全部射入洞中。射球子的位置為近自己一側的兩隻角上的圓洞外母球能觸着白圈的任何位置。若用母球將对家的球子射入洞，便可連續射球子，直至射失或赢的比赛。若不小心將自己的母球射入洞内，对家就可获得射球机会，直至其中一方已將对家的球子全部射入洞中，比赛便結束。
两人制比赛时，双方各执一方，每方各6枚子。发球时将母球置于两侧圆形发球区内发球，双方互相将母球击打子球，先将对方全部子球击入洞内者为获胜方。四人制比赛，则由两方各组成一组配合比赛，以先将另一组的子球全部击入洞内或积分高的一方为获胜方。

## 外部連結
- 歐洲康樂球聯會
- 歐洲康樂球聯盟的Facebook專頁
- 美國康樂球協會
- 英國康樂球聯盟
- 英國康樂球聯盟的Facebook專頁
- 波蘭康樂球協會的Facebook專頁
- 拉脫維亞康樂球聯會
- 香港康樂棋協會的Facebook專頁
- 香港康樂棋協會的Instagram帳戶